# Battaglia della Calva
La battaglia della Calva (romancio chalavaina, tedesco Schlacht an der Calven) tra gli eserciti delle Tre Leghe e della Lega sveva avvenne il 22 maggio 1499 all'imbocco della Val Monastero, tra Tubre e Glorenza, in alta Val Venosta. Fu una delle battaglie decisive della guerra sveva.

## I motivi dello scontro
Già dall'alto medioevo la Val Venosta e la Val Monastero erano contese tra la diocesi di Coira e la Contea del Tirolo. Nel secolo XIII i conti di Tirolo ottennero il controllo sulla Val Venosta e la bassa Engadina. Ma i beni e i diritti del vescovo di Coira non vennero messi in discussione. Erano concentrati soprattutto nell'alta Val Venosta. A Malles esisteva un tribunale vescovile per i vassalli del vescovo, i cosiddetti Gotteshausleute (caddei la gente della casa di Dio), mentre a Burgusio risiedeva un rappresentante del vescovo di Coira.
Dopo che, nel 1363, la contea del Tirolo andò agli Asburgo, questi tentarono ripetutamente di restringere i diritti vescovili in bassa Engadina, in Val Monastero e in Val Venosta, e di affermare la propria autorità. I sudditi del Vescovo, reagendo a questi tentativi, si riunirono nella lega della Casa di Dio o Lega Caddea, cui aderirono le giurisdizioni della bassa Engadina, della Val Monastero e dell'alta Val Venosta (1415). Il principe vescovo di Coira, all'epoca Heinrich von Hewen, nobile svevo, si trovò tra i due fronti. Nella sua veste di signore feudale era chiaramente interessato a respingere i tentativi di egemonia degli Asburgo, ma come pastore non aveva alcun interesse a promuovere eccessivamente l'influenza comunitaria e libertaria che proveniva dalla nascente confederazione elvetica.
Verso la fine del secolo XV parve che gli Asburgo riuscissero ad affermare la loro influenza su tutte le Alpi centrali. L'imperatore Massimiliano I riunì sotto una sola corona i territori asburgici e la corona borgognona e, a partire dal 1495, tentò di dare inizio ad una profonda riforma del Sacro Romano Impero, per rafforzare il potere centrale. I cantoni svizzeri confederati rifiutarono di associarsi alla riforma, opponendosi all'Impero e agli Asburgo. Nel 1497/99 i cantoni svizzeri si associarono alla Lega Caddea, alla Lega Grigia e alla Lega delle Dieci Giurisdizioni (le Tre Leghe): un'alleanza indirizzata senz'altro contro i tentativi di espansione degli Asburgo verso i Grigioni, espansione volta anzitutto ad assicurarsi il controllo dei territori asburgici in Svizzera e quello sui passi montani che mettevano in comunicazione con l'Italia settentrionale.

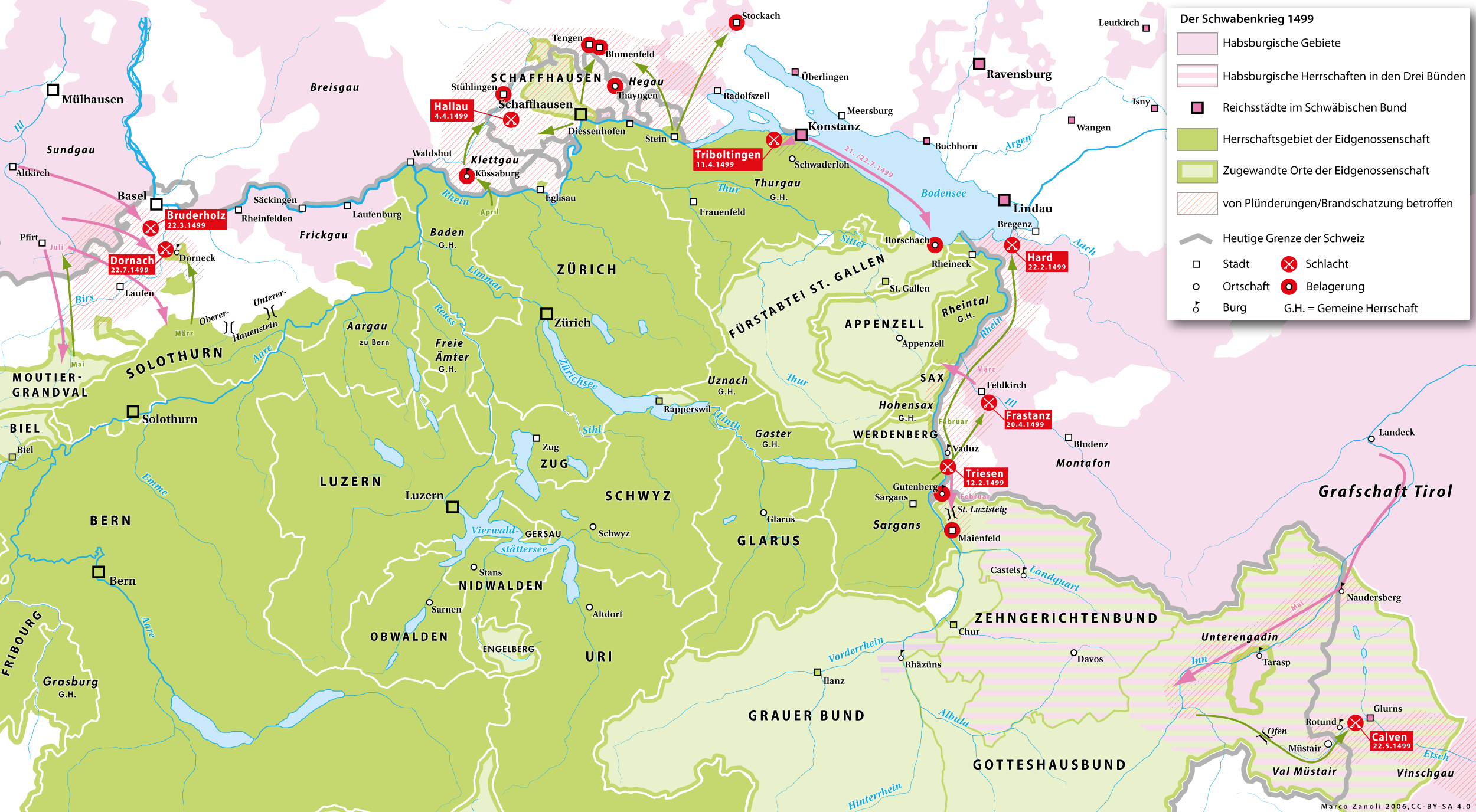
Il teatro delle operazioni nella guerra sveva

Infatti il crescente potere degli Asburgo aveva provocato, a partire dal 1494, un lungo conflitto con la Francia, che aveva per oggetto l'egemonia sulla penisola italiana. Per questo motivo assumeva un'importanza determinante il controllo dei passi alpini che consentivano un intervento diretto in Lombardia. Uno di questi passi era il Passo di Umbrail, tra Val Monastero e Valtellina, che assicurava una via diretta tra Innsbruck e Milano. La scintilla che fece scoppiare il conflitto fu un assalto di truppe tirolesi al monastero benedettino di San Giovanni, in Val Monastero. La guerra si estese ben presto coinvolgendo i cantoni svizzeri e le Tre Leghe contro gli Asburgo, appoggiati dalla Lega Sveva. Il vescovo di Coira, in un primo tempo, tentò di mediare tra le parti, ma venne accusato di tradimento, e dovette riparare a Innsbruck. La guerra sveva aveva avuto inizio.
L'obiettivo principale di questa guerra, per Massimiliano, era anzitutto la conquista dell'Engadina e della Val Monastero, mentre per gli svizzeri la posta in gioco era l'indipendenza dagli Asburgo. A fine marzo 1499 truppe austriache e sveve irruppero nella bassa Engadina, fino a Zernez, e in Val Monastero. Il rappresentante del Vescovo a Burgusio dovette darsi alla fuga, mentre la badessa del monastero di S. Giovanni venne presa in ostaggio assieme ad altre 33 persone. Tra Malles e Glorenza Massimiliano, in vista di una battaglia decisiva contro gli svizzeri, riunì un esercito di 12 000 uomini, che comprendeva truppe tirolesi, compagini sveve e mercenari italiani. A difesa dell'accampamento, tra Tubre e Laudes venne costruito un vallo con pietre e legna, fortemente munito e rafforzato da 8 bocche da fuoco, che tagliava in due la Val Monastero, dove il Rio Ram si getta nell'Adige.

## Le fasi dello scontro

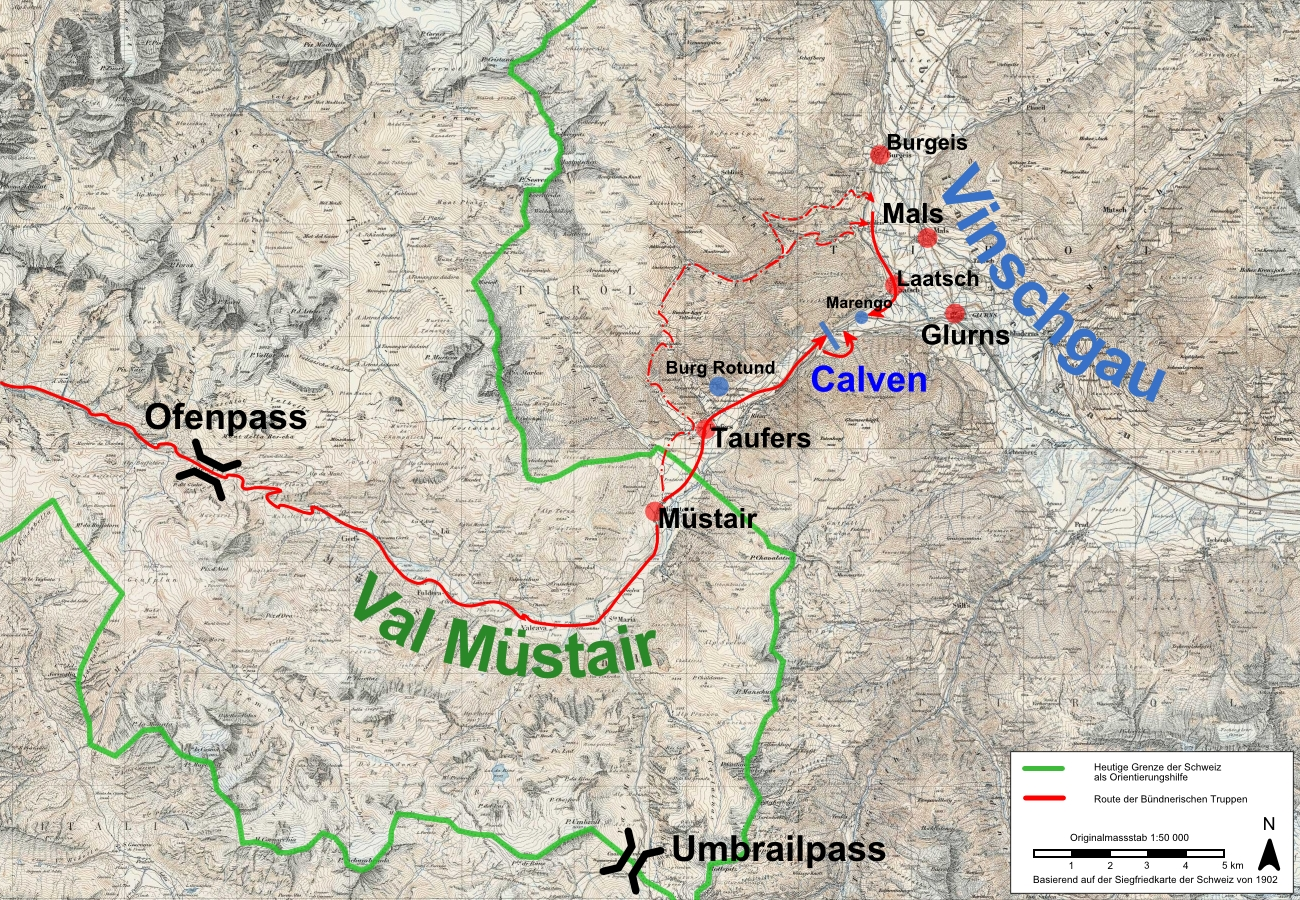
La battaglia della Calva

Guidate da Benedikt Fontana, le tre leghe decisero di affrontare l'esercito asburgico. L'11 maggio le truppe asburgiche furono scacciate dal Passo del Forno. Il 17 maggio la forza principale dei confederati (all'incirca 6300 uomini) si mosse da Zuoz verso la val Monastero, e il 21 maggio furono a ridosso del vallo difensivo. Decisero di non attendere oltre e di attaccare gli austriaci il giorno seguente: i rifornimenti delle truppe erano molto difficili, e si sapeva che Massimiliano stava sopraggiungendo con un altro esercito. Nella casa detta Chalavaina (da cui la denominazione reto-romana battaglia da Chalavaina) si tenne un breve consiglio di guerra, durante il quale venne approntato il piano della battaglia.
2000 circa dei 12 000 uomini di Massimiliano erano stazionati lungo il vallo, 1200 mercenari italiani coprivano il fianco destro e 200 tirolesi presidiavano il ponte al di dietro del vallo. Un paio di chilometri a monte del vallo, a Tubre, anche la rocca di Castel Rotund era occupata dagli asburgici. Il resto dell'esercito era schierato come riserva in Val Venosta, tra Burgusio e Glorenza.
Il piano svizzero prevedeva l'aggiramento delle truppe asburgiche, piuttosto che tentare un disperato attacco frontale al vallo. Un contingente di 2-3000 uomini, al comando dei capitani Wilhelm von Rigk e Niklaus Lombrins, condotto da guide locali salì sino ai 2300 metri di cima Slingia per giungere in questo modo alle spalle del nemico. Castel Rotund, dal quale era impossibile non notare la manovra, rappresentava un problema, occupato come detto da truppe austriache. La manovra aggirante ebbe quindi inizio verso mezzanotte, ragion per cui parte delle truppe si perse nel buio, e invece di puntare direttamente su Laudes si mosse verso la Val Arunda.
I confederati raggiunsero la val Venosta sul far del giorno, dove immediatamente si scontrarono con le truppe asburgiche. Ma quando si sparse la voce dell'arrivo di una forza di 30 000 svizzeri, tra le file asburgiche scoppiò il panico, e parte delle truppe si diede alla fuga. Le truppe svizzere puntarono verso il ponte dietro al vallo, dove però parte degli austriaci in ritirata si unì ai Tirolesi, resistendo con grande tenacia. La lotta si protrasse per alcune ore, ma il ponte non venne conquistato, e il vallo non fu preso alle spalle. Il piano degli svizzeri stava fallendo.
Nel frattempo la forza principale degli svizzeri aveva ricevuto il segnale convenuto per l'attacco, che però non aveva ancora avuto luogo, per timore di subire perdite troppo elevate, e in attesa che il vallo venisse attaccato alle spalle. Ma quando giunse la notizia del fallimento della manovra aggirante, gli svizzeri decisero di attaccare frontalmente, e riuscirono, a prezzo di gravi perdite, ad espugnare il vallo. Tra i morti vi fu anche Benedikt Fontana, il condottiero delle forze confederate. Secondo una leggenda, ferito a morte sul vallo, avrebbe spronato i propri uomini con le parole «Hei fraischgiamank meiss matts, cun mai ais be ün hom da fear, quai brichia guardad, u chia hoatz Grischuns e Ligias u maa non plü» (Avanti ragazzi miei, io sono solo un uomo, non guardate me, oggi Leghe e Grigioni, o mai più). Lo sfondamento del vallo provocò la fuga dei difensori, che coinvolse anche i mercenari italiani.
Gli svizzeri inseguirono i fuggitivi lungo la Val Venosta. Numerosi lanzichenecchi in fuga morirono nell'Adige, in piena per il disgelo primaverile, quando i ponti cedettero sotto il loro peso. Morirono circa 5000 uomini, tra svevi, tirolesi e italiani. Le perdite svizzere ammontarono a 2000 uomini. Gli svizzeri, avanzando in Val Venosta, bruciarono e saccheggiarono undici paesi della valle, fra cui Malles, Burgusio e Silandro, e una sola città quella di Glorenza. Le truppe della Lega assediarono anche alcuni castelli, ma senza alcun successo, e uccisero tutti i maschi di più di 12 anni. Per rappresaglia, a Merano 38 ostaggi della Lega vennero torturati a morte.

## Dopo la battaglia
Il 25 maggio gli svizzeri si ritirarono oltre il passo del Forno, portando con sé 300 cannoni di piccolo calibro e 8 cannoni di grosso calibro, predati all'esercito imperiale. Quattro giorni dopo Massimiliano giungeva a Glorenza, rasa al suolo. Per vendetta inviò un esercito forte di 15 000 uomini in Engadina, che però dovette ritirarsi poco dopo, perché i confederati, ritirandosi, avevano bruciato tutti i villaggi e asportato viveri e foraggio.
La battaglia della Calva fu la battaglia decisiva della guerra sveva. Massimiliano non riuscì a convincere i suoi alleati svevi ad inviare nuovi contingenti nei Grigioni, e dovette ben presto far ritorno al Lago di Costanza. Nella pace di Basilea i confederati non ottennero, come sperato, l'abrogazione dei diritti asburgici sulla Lega Grigia e la Lega delle dieci Giurisdizioni, ma bloccarono in ogni caso ogni tentativo di ulteriore espansione asburgica. La battaglia della Calva segna anche la data di nascita delle Tre Leghe. Solamente l'alta Val Venosta rimase solidamente in mano degli Asburgo, e nel 1618 le Tre Leghe rinunciarono definitivamente ad ogni pretesa su questo territorio.